# Eufonium

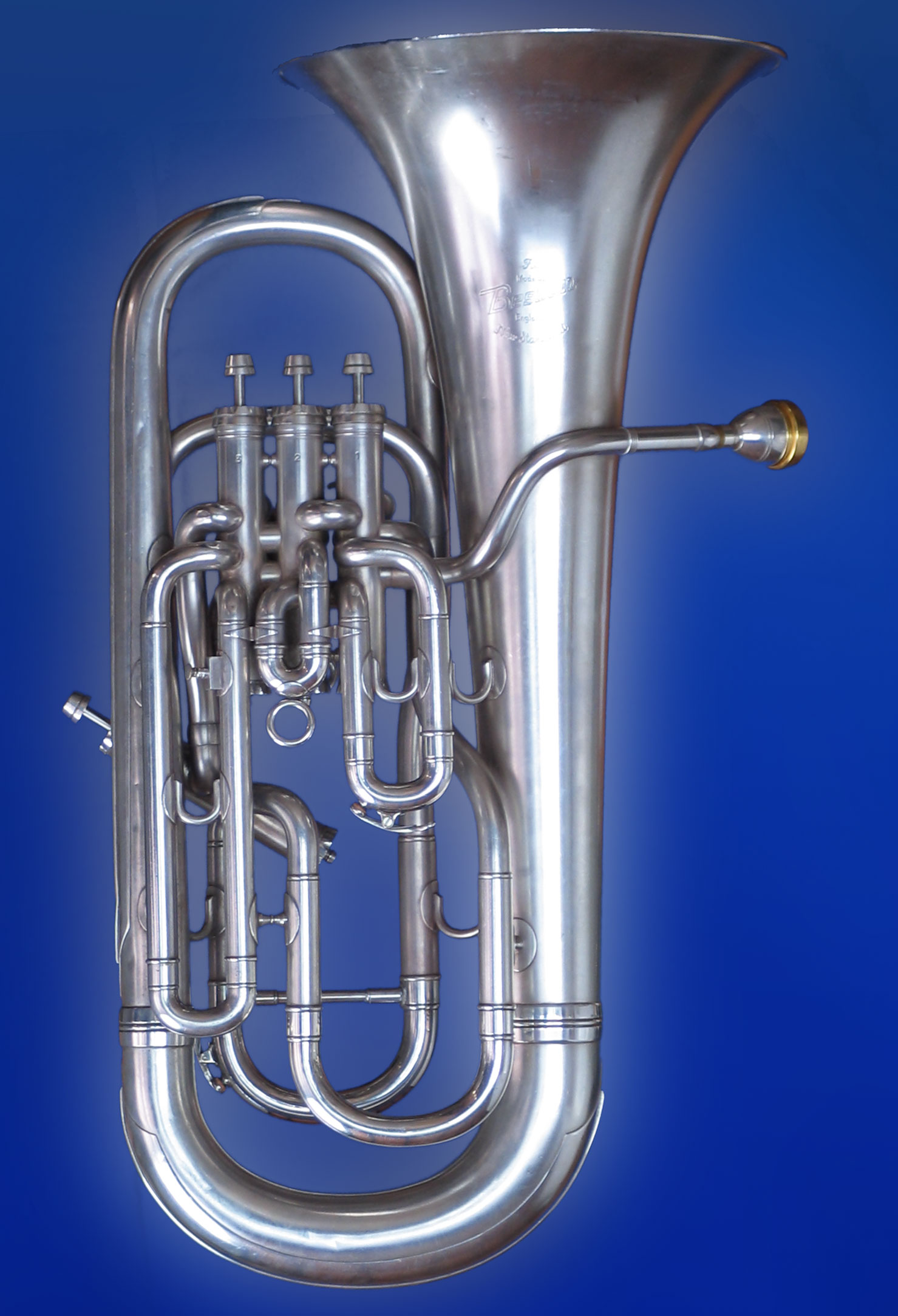
Eufonium

Eufonium (gr. εὖ eû „dobrze” i φωνή phōnḗ „dźwięk” – „o miłym dźwięku”) – instrument dęty blaszany o niskim dźwięku, inaczej tuba barytonowa, baryton, zaliczany do rodziny buglehornów, podobnie jak skrzydłówka, sakshorn tenorowy i tuba.
Eufonium jest udoskonaloną postacią ofiklejdy, która z kolei pochodzi od serpentu.
Eufonium zostało wynalezione w roku 1843 przez kapelmistrza Sommera z Weimaru oraz Adolfa Saxa. W orkiestrach dętych pełni funkcję odpowiadającą wiolonczeli.
Instrument strojony jest w B, brzmi o oktawę niżej od trąbki i oktawę wyżej od tuby.
Pierwotnie instrumenty były wyposażone w pięć lub sześć wentyli, później ograniczono ich liczbę do trzech lub czterech. 
Zakres dźwięków jest zbliżony do puzonu, zaś barwa dźwięku przypomina waltornię.
Eufonium używane jest przeważnie w orkiestrach dętych. W orkiestrach symfonicznych może zastąpić róg tenorowy.
Niektórzy kompozytorzy romantyczni XIX wieku stosowali ten instrument w utworach symfonicznych. 